# Bettina von Arnim
Bettina Brentano von Arnim (comtessa d'Arnim) (Frankfurt del Main, 4 d'abril de 1785- Berlín, 20 de gener de 1859), nada com a Elisabeth Catharina Ludovica Magdalena Brentano, va ser una escriptora i compositora alemanya del romanticisme. Mantingué un dels salons literaris més anomenats en el Berlin romàntic.
Dona polifacètica, Bettina Brentano fou poeta, compositora, cantant, escultora, il·lustradora, mecenes de joves artistes i activista social, una de les figures més originals, excèntriques i creatives de principis del segle xix. Fou l'arquetip del zeitgeist de l'era romàntica, i la cruïlla de moltes relacions entre diverses i importants figures artístiques.
És també coneguda per les relacions que va conrear. Va mantenir una gran amistat amb Goethe i Beethoven, i intentà bastir una relació artística entre ambdós. Molts destacats compositors de l'època, com ara Robert Schumann, Franz Liszt, Johanna Kinkel i Johannes Brahms, van admirar el seu esperit i els seus talents. Va rebre formació en piano, cant i composició, i el seu estil compositiu va ser poc convencional, en barrejar-hi els seus elements favorits de la tradició —música popular i temes històrics— amb les noves harmonies, llargues frases i improvisacions modernes.
La figura del seu germà, l'escriptor Clemens Brentano, i del seu marit, Achim von Arnim, han fet ombra a la seva personalitat rellevant. La seua filla Gisela von Arnim també va ser una important escriptora.

## Biografia
Va nàixer a Frankfurt, Alemanya. Son pare era un comerciant d'origen italià. El seu germà, l'escriptor Clemens Brentano, va ser el seu mentor i protector, i la va incitar a llegir poesia contemporània, especialment Goethe.
L'any 1811, es va casar amb el famós poeta romàntic Achim von Arnim. Van viure a Berlín, i tingueren set fills. Achim morí l'any 1831, però Bettina va mantenir una activa vida pública.
Va trencar les limitacions assignades a les dones de la mateixa manera que va transgredir les regles de composició, i va conquerir el seu propi espai intel·lectual i creatiu.
Va escriure i va publicar fins al 20 de gener de 1859, quan va morir envoltada pels seus fills.

## Obra
Entre 1806 i 1808, es va dedicar íntegrament a la recollida de cançons populars per a Des Knaben Wunderhorn, l'obra que van escriure en col·laboració amb el seu germà i el seu marit, Achim von Arnim. Aquesta obra esdevingué una pedra de toc de l'estil poètic i musical del romanticisme. Entre 1808 i 1809, va estudiar cant, composició i piano a Múnic, amb Peter von Winter i Sebastian Bopp. Va publicar el seu primer lied sota el pseudònim de Beans Beor. Bettina va cantar durant un breu període a la Berliner Singakademie i va compondre música per als poemes hel·lenístics d'Amalie von Helvig.
Hom va arribar a suposar que havia deixat de compondre a causa de les seues obligacions domèstiques després del seu matrimoni, l'any 1811, però s'han descobert diversos lieder que han estat publicats en Werke und Briefe. Un altre fet rellevant és que va ser la primera compositora a musicar poemes de Hölderlin.
Va ser la musa dels progressistes de Prússia. Va estar lligada al moviment socialista i va ser defensora de l'oprimida comunitat jueva. Va publicar dues obres polítiques dissidents, però va poder evitar ser condemnada per aquestes a causa de la seua amistat amb el rei de Prússia.
Després de la mort del seu marit, l'any 1831, va continuar amb la seua activitat creativa. Va publicar un recull de set lieder com a testimoni públic de suport al director musical de Prússia, Gaspare Spontini, el qual es trobava en dubte.

## Reconsideraciópost mortem
Durant tota la seua vida, va professar una pregona admiració per l'obra de Goethe, amb qui mantingué una gran amistat, iniciada quan ella tenia 21 anys i ell 58. El seu Briefwechsel mit einem Kinde (literalment: 'Correspondència amb un infant') és un recull de cartes entre ella i el famós escriptor, que retrata una mútua devoció. Les cartes originals van ser descobertes després de la mort de Bettina, i alguns estudiosos opinen que les versions publicades van ser modificades amb l'objectiu de mostrar una relació molt més íntima del que fou en realitat. Així, les cartes de Goethe serien molt més formals i impersonals que les versions publicades per Bettina. No obstant això, una comparació detallada de les cartes indicà que aquestes afirmacions manquen d'una base sòlida. Les cartes de Goethe eren similars en estil i contingut a allò publicat, tot i que Bettina hi afegí fragments ficticis de la seua mà donant suport als rebels tirolesos, amb els quals ella simpatitzava. Goethe podia no haver expressat el seu suport perquè treballava per a un duc aliat amb Napoleó, aliança que incloïa Baviera, estat que havia suprimit els rebels.
La vida de Bettina von Arnim, particularment la seua relació amb Goethe, va ser tractada amb profunditat per l'escriptor francotxec Milan Kundera en la seua novel·la La immortalitat. Estretament lligada al tema principal del llibre, Kundera presenta una Bettina preocupada per assolir la immortalitat amb la seua autopromoció i la relació amb grans personatges.
A més de la correspondència que li va trametre Goethe, de la qual s'han trobat tretze cartes originals, també s'ha localitzat un original d'una carta de Beethoven. La versió que va publicar Bettina d'aquesta carta és absolutament fidel a l'original.
L'any 2002, el Beethoven Journal, publicat per l'American Beethoven Society, va incloure un article que defensava que Bettina fou la cèlebre estimada immortal de Beethoven. Bettina va publicar tres cartes rebudes de Beethoven. Només un original, com s'ha dit adés, ha estat trobat, i és idèntic a la versió publicada. En la carta original trobada, Beethoven reconeix haver rebut dues cartes de Bettina i li prega que li torne a escriure «aviat i sovint». També li diu que ha portat una de les seues cartes amb ell, pertot arreu durant tot l'estiu, i que li ha fet sentir «sovint una felicitat suprema». En la carta, Beethoven s'acomiada de Bettina amb l'íntima forma alemanya "du" (tu) que, fins on se sap, mai no va emprar en la correspondència amb cap dona, llevat de l'estimada immortal. Si qualsevol de les altres dues cartes publicades per Bettina fos genuïna, seria la prova concloent que ella era l'estimada immortal.

## Obra literària[1]
La seva obra escrita són sovint les col·leccions de cartes intercanviades entre Brentano i els personatges amb què s'escrigué, una mescla peculiar de documentació i ficció, escrita de manera brillant i directa.
- Briefwechsel mit einem Kinde (Correspondència amb un infant), 1835.
- Die Günderode, 1840.
- Dies Buch gehört dem König, 1843.
- Clemens Brentanos Frühlingskranz, 1844.
- An die aufgelöste Preußische Nationalversammlung, 1849.
- Das Leben der Hochgräfin Gritta von Rattenzuhausbeiuns, 1840.

Traduccions al català
- Correspondència amb Goethe, traducció de Ramon Farrés, Barcelona, Adesiara Editorial, 2015. [ISBN: 978-84-92405-97-8]